# Амёбовые
Амёбовые (лат. Amoebidae) — семейство простейших из отряда Amoebida.

## Описание
Размер тела может достигать 5 мм. Самой крупной амёбой является Chaos carolinensis. У большинства видов семейства в клетке одно ядро, и только представители родов Chaos и Parachaos являются многоядерными. Внутри ядра у многих видов имеется пластинка в виде «сотового слоя». Цист обычно не образуют.  Клеточная мембрана состоит часто из филаментозного гликокаликса. Аморфный гликокаликс имеют представители рода Deuteramoeba. Принадлежащие к этому семейству амёбы размножаются бесполым путем. Обитают в воде или почве. Вид Hydramoeba hydroxena относят к облигатным паразитам гидр, поскольку попытки культивировать были безрезультатны. Некоторые виды используются в цитологии, как модельные организмы. Были секвенированы геномы четырёх видов семейства из родов Amoeba и Chaos.

## Классификация
В состав семейства включают семь родов
- Amoeba Bory de Saint-Vincent, 1822
- Chaos Linnaeus, 1767
- Deuteramoeba Ehrenberg, 1838
- Hydramoeba Ehrenberg, 1838
- Parachaos Ehrenberg, 1838
- Polychaos Schaeffer, 1926
- Trichamoeba Formentel, 1874